# Chouzé-sur-Loire
Chouzé-sur-Loire ist eine französische Gemeinde mit 2150 Einwohnern (Stand 1. Januar 2022) im Département Indre-et-Loire in der Region Centre-Val de Loire; sie gehört zum Arrondissement Chinon und zum Kanton Langeais. Das Gemeindegebiet ist Bestandteil des Regionalen Naturparks Loire-Anjou-Touraine.

## Geschichte
Die Brüder Lovo und Rahier schenkten 1050 Chozacum der Abtei Bourgueil. König Franz I. gab Chozacius den Rang einer Stadt. Die Bezeichnung Chouzé tritt erstmals in Cassinis Frankreichkarte aus dem 18. Jahrhundert auf.

### Bevölkerungsentwicklung

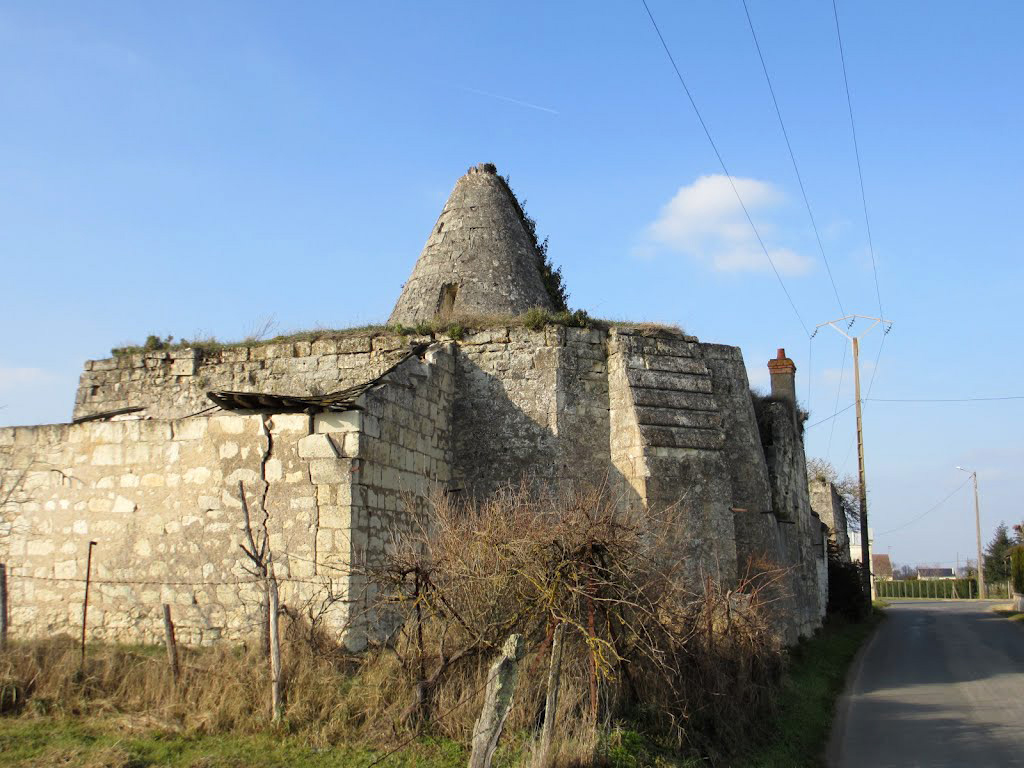
Mühlenruine

- 1962: 2454
- 1968: 2255
- 1975: 2147
- 1982: 2070
- 1990: 2124
- 1999: 2093
- 2017: 2081